# Scotiptera robusta
Scotiptera robusta är en tvåvingeart som beskrevs av Charles Howard Curran 1925. Scotiptera robusta ingår i släktet Scotiptera och familjen parasitflugor.
Artens utbredningsområde är Colombia. Inga underarter finns listade i Catalogue of Life.